# Palocco
Palocco è la zona urbanistica 13D del Municipio Roma X di Roma Capitale. Si estende sulle zone Z. XXXIV Casal Palocco e Z. XXXIII Acilia Sud.

## Geografia fisica

### Territorio
Si trova nell'area sud-ovest del comune, a ricoprire gran parte della riserva naturale di Decima-Malafede.
La zona urbanistica confina:
- a nord-ovest con la zona urbanistica 13C Acilia Sud
- a nord-est con la zona urbanistica 13A Malafede
- a est con la zona urbanistica 13X Castel Porziano
- a sud-est con la zona urbanistica 13I Infernetto
- a sud-ovest con la zona urbanistica 13H Castel Fusano
- a ovest con la zona urbanistica 13E Ostia Antica